# Ялцівка
Ялці́вка — село в Коростенському районі Житомирської області України. Населення на 2001 рік становило 220 осіб. Входить до складу Малинської міської громади.

## Історія
Історичною датою утворення вважається 1589 рік.
За даними першого загального перепису населення 1897 року в Ялцівці проживало 569 мешканців (277 чоловічої статі, 292 жіночої статі), з яких 494 були православними, а 72 римо-католиками.
Село входить до переліку населених пунктів, віднесених до зон радіоактивного забруднення внаслідок чорнобильської катастрофи, і належить до зони посиленого радіоекологічного контролю.
Колишній орган місцевого самоврядування — Любовицька сільська рада.

## Репресовані
- Гончаренко Василь Леонтійович. Народився 1903 року в селі Ялцівка Малинської волості Радомисльського повіту Київської губернії. Українець, малописьменний, робітник лісодільниці. Заарештований 5 листопада 1937 року. Обвинувачувався за статтею 54-10 КК УРСР (контрреволюційна діяльність, контрреволюційна агітація). За постановою трійки при УНКВС по Житомирській області від 28 листопада 1937 року ув'язнений до виправно-трудових таборів (ВТТ) на 8 років. Реабілітований 1970 року[5].
- Гончаренко Дмитро Данилович. Народився 1903 року в селі Ялцівка Малинської волості Радомисльського повіту Київської губернії. Українець, письменний, колгоспник. Заарештований 2 грудня 1937 року. Обвинувачувався за статтею 54-10 КК УРСР (контрреволюційна діяльність, контрреволюційна агітація). За постановою трійки при УНКВС по Житомирській області від 4 грудня 1937 року ув'язнений до виправно-трудових таборів (ВТТ) на 10 років. За постановою ОН при МДБ СРСР від 3 грудня 1949 року висланий до Красноярського краю на поселення. Реабілітований 1962 року[5].
- Гончаренко Степан Дмитрович. Народився 1893 року в селі Ялцівка Малинської волості Радомисльського повіту Київської губернії. Українець, малописьменний, столяр колгоспу. Заарештований 19 лютого 1938 року. Обвинувачувався в причетності до контрреволюційної повстанської організації та антирадянської агітації. За постановою трійки при УНКВС по Житомирській області від 17 квітня 1938 року розстріляний 23 квітня 1938 року у місті Житомир. Реабілітований 1962 року[6]

## Населення

### Мова
Розподіл населення за рідною мовою за даними перепису 2001 року:
| Мова       | Кількість | Відсоток |
| ---------- | --------- | -------- |
| українська | 215       | 97.73%   |
| російська  | 3         | 1.36%    |
| білоруська | 2         | 0.91%    |
| Усього     | 220       | 100%     |

## Політика
Осередки політичних партій у селі Ялцівка, зареєстровані Малинським районним управлінням юстиції (дата реєстрації, номер реєстрації):
1) первинна партійна організація Народної партії (12.10.2001, № 17);
2) первинна організація Соціалістичної партії України (20.03.2003, № 179);
3) первинна організація Партії регіонів (22.09.2008,№ 101);
4) первинний осередок № 1 Єдиного Центру Малинського району Житомирської області (23.04.2009, № 158).
|                                      |
| Ялцівка на російській мапі 1868 року |

## Мапи
- Ялцівка на австро-угорській військовій *Generalkarte von Mitteleuropa* (велике розширення) 1:300000 (1875)(16.4 Мб)
- Ялцівка на *Спец. Карте Европейской Россіи* (велике розширення) 1:420000 (1903) (23,5 Мб)
- Ялцівка на австро-угорській військовій *Generalkarte von Mitteleuropa* 1:200000 (1910) (2.5 Мб) [Архівовано 10 жовтня 2011 у Wayback Machine.]
- Ялцівка на австро-угорській військовій *Operationskarte* 1:400000 (1912) (12.6 Мб)[недоступне посилання з травня 2019]
- Ялцівка на Germany Military Topographical Maps (велике розширення) 1:126000 (1915) (22,4 Мб)[недоступне посилання з травня 2019]
- Ялцівка на *Спец. Карте Европейской Россіи* (велике розширення) 1:420000 (1917) (11 Мб)
- Ялцівка на польській мапі *Wojskowy Instytut Geograficzny* (велике розширення) 1:300000 (1930) (14.7 Мб)
- Ялцівка на мапі *Управления военных топографов* (велике розширення) 1:84000 — 1931р (12,4 Мб)
- Ялцівка на мапі *Управления военных топографов* (велике розширення)1:200000 (1932) (17,2 Мб)
- Ялцівка на мапі *Ген.штаб РККА* 1:500000 (1940) (3,79 Мб)
- Ялцівка на *Deutsche weltkarte M-35-NO_SHITOMIR* (велике розширення) 1:500000 (1941) (16.2 Мб)
- Контрудар 5-ї армії на Малинському напрямку 5—8 серпня 1941 року (80 Кб) [Архівовано 17 квітня 2007 у Wayback Machine.]
- Бої на підступах до Києва 15 липня — 19 серпня 1941 року (141 Кб) [Архівовано 19 квітня 2007 у Wayback Machine.]
- Ялцівка на Germany Military Topographical Maps 1:100000(1943)(1,25 Мб)
- Ялцівка на Germany Military Topographical Maps 1:50000(1943)(1,08 Мб)
- Ялцівка на *U.S. Army Map Service,1954* 1:250000 (7.1 Мб) [Архівовано 11 вересня 2013 у Wayback Machine.]
- Ялцівка на радянській військовій мапі Генштабу «M-35-12. Малин» 1:200000 (1980) (3.7 Мб)
- Ялцівка на радянській військовій мапі Генштабу «M-35-2. Житомир» 1:500000 (1984) (6.9 Мб)
- Любовичі на радянській військовій мапі Генштабу «M-35-047. Малин» 1:100000 (1989) (1.7 Мб) [Архівовано 5 січня 2020 у Wayback Machine.]
- Ялцівка на мапі 1:100000, приблизно 2006 року (1,69 Мб)
- Ялцівка на мапі 1:200000, приблизно 2006 року (9,98 Мб)
- Ялцівка на супутниковому знімку (2,03 Мб)
- Ялцівка на мапі Малинського району (1 Мб)
- Ялцівка на докладній карті автомобільних доріг Київської області (556 Кб) [Архівовано 25 листопада 2010 у Wayback Machine.]